# Manhuncelos
Manhuncelos ist ein Ort und eine ehemalige Gemeinde (Freguesia) im portugiesischen Kreis Marco de Canaveses. Die Gemeinde hatte 485 Einwohner (Stand 30. Juni 2011).
Am 29. September 2013 wurden die Gemeinden Manhuncelos und Paredes de Viadores zur neuen Gemeinde Paredes de Viadores e Manhuncelos zusammengeschlossen.